# RM-36
La RM-36 aussi appelé Ronda Transversal entoure la ville de Carthagène d'est en ouest par le nord de l'agglomération.
D'une longueur de 5 km environ, elle relie la route nationale N-332 non loin de la CT-31 et l'Autoroute espagnole A-30 par la route autonome F-36 à hauteur de Los Dolores au nord est de la ville.
Elle dessert tout le nord de Carthagène ainsi que les petites communes aux alentours.
C'est une voie express 2x2 voies avec échangeurs en giratoires

## Tracé
- Elle débute à l'est de Carthagène à Los Dolores où elle se détache de l'Carthagène en provenance de Murcie, Madrid...
- Elle longe l'agglomération par le nord alors qu'elle contourne Los Dolores par le sud
- Elle se termine en se connectant par un giratoire à la N-332 venant de l'AP-7/CT-31.

## Sorties
| Numéro de la sortie | Nom de la sortie                                                                                             | Bifurcation |
| ------------------- | --- | ----------- |
|                     | Carthagène-Avenida del Canto - Carthagène-Avenida de Pio XII Vera - Almeria - Malaga AP-7 Mazarron - Aguilas | N-332       |
|                     | Carthagène-Avenida de Nueva Carthagena                                                                       |             |
|                     | Carthagène Nord - Carthagène-Avenida de Juan Carlos I Los Dolores                                            | N-301a      |
|                     | Carthagène Est - Carthagène-Plaza de Severo Ochoa Carthagène-Ronda Ciudad de la Union                        |             |
|                     | Los Dolores Murcie - Albacete A-30                                                                           | F-36        |